# Гао (Малі)
Гао — міська комуна та столиця в Азаваду. Центр однойменної області та округу. Згідно з переписом 2009 року населення становить 86 633 мешканців.

## Географія
Гао лежить в західній частині Сахелю. Висота над рівнем моря 226 метрів.
Місто лежить в середній течії, на лівому (східному) березі річки Нігер, басейн Гвінейської затоки Атлантичного океану.
Місто входить до історико-культурного регіону Західний Судан.

### Клімат
| Кліматограма Гао | Кліматограма Гао | Кліматограма Гао | Кліматограма Гао | Кліматограма Гао | Кліматограма Гао | Кліматограма Гао | Кліматограма Гао | Кліматограма Гао | Кліматограма Гао | Кліматограма Гао | Кліматограма Гао |
| --- | ---------------- | ---------------- | ---------------- | ---------------- | ---------------- | ---------------- | ---------------- | ---------------- | ---------------- | ---------------- | ---------------- |
| С | Л                | Б                | К                | Т                | Ч                | Л                | С                | В                | Ж                | Л                | Г                |
| 0 31 15 | 0.1 34 17        | 0.3 37 21        | 1.7 41 25        | 7.7 43 28        | 23 42 29         | 64 39 27         | 84 37 25         | 34 38 26         | 4.8 39 25        | 0 36 20          | 0.1 31 16        |
| Середня макс. і мін. температури повітря (°C) Атмосферні опади (мм), за рік : 218,8 мм. Джерело: World Weather Information Service |                  |                  |                  |                  |                  |                  |                  |                  |                  |                  |                  |

Клімат Гао типовий для Сахелю — гарячий та сухий, з одним вологим сезоном від червня до вересня. Серпень є найвологішим місяцем, зазвичай на нього припадає до 40 % річної кількості опадів. Незначна кількість опадів у квітні, травні та в жовтні. З листопаду по березень опади відсутні. Середньорічно випадає 219 мм опадів, їхня кількість значно відрізняється рік від року. Для порівняння це майже утричі менше за середньорічні опади в Києві.
Найжаркішим місяцем є травень, з середнім температурним максимумом у +43 °C. Найхолоднішим періодом є грудень та січень з середнім мінімумом у +15 °C. Середньо річна температура +30 °C.
З жовтня до березня впродовж усього періоду дме сухий і пильний північно-східний пасат харматан. Вітер несе піщаний пил з Сахари до Гвінейської затоки. Пилу буває настільки багато, що він періодично наче туман знижує видимість та навіть здатен на кілька днів поспіль затінити Сонце.

## Адміністративний поділ
Для адміністративних цілей міська комуна Гао поділяється на 9 кварталів (фр. quartiers):
| - Ґадей (фр. Gadeye) - Фаранжайр (фр. Farandjiré) - Альжанібонб'я (фр. Aljanabanbia) | - Джулябуґу (фр. Djoulabougou) - Санеї (фр. Saneye) - Соссо Коїра (фр. Sosso Koïra) | - Боулгунжі (фр. Boulgoundjé) - Шато (фр. Château) - Джідара (фр. Djidara). |

Міська комуна Гао межує з трьома комунами: з півночі — Соні Алібер, зі сходу — Аншваді, з півдня та заходу — Ґунзуріі.

## Історія
Місто було ядром і столицею середньовічної імперії Сонгаї (інша назва — Імперія Гао), яка постала до ІХ—ХІ століть, та досягла найбільшого розвитку XV–XVI сторіччі. За правителя Мохаммед I Аскіа (*1442 — †1538) в державі був прийнятий іслам.
Під час конфлікту в Північному Малі з червня 2012 по січень 2013 місто було столицею невизнаної держави Азавад.

## Визначні місця
Пірамідальна гробниця Могила Аскіа, дві історичні мечеті та середньовічне кладовище, які розташовані в Гао входять у перелік світової спадщини ЮНЕСКО.